# La Portella
La Portella (em catalão e oficialmente) ou Portella é um município da Espanha na comarca de Segrià, província de Lérida, comunidade autónoma da Catalunha. Tem 12,3 km² de área e em 2021 tinha 727 habitantes (densidade: 59,1 hab./km²).

## Demografia
| Variação demográfica do município entre 1991 e 2004 [carece de fontes?] | Variação demográfica do município entre 1991 e 2004 [carece de fontes?] | Variação demográfica do município entre 1991 e 2004 [carece de fontes?] | Variação demográfica do município entre 1991 e 2004 [carece de fontes?] |
| ----------------------------------------------------------------------- | ----------------------------------------------------------------------- | ----------------------------------------------------------------------- | ----------------------------------------------------------------------- |
| 1991                                                                    | 1996                                                                    | 2001                                                                    | 2004                                                                    |
| 613                                                                     | 585                                                                     | 623                                                                     | 713                                                                     |